# Groovin' (Giuliano Palma)
Groovin' è il terzo album in studio del cantante italiano Giuliano Palma, pubblicato nel 2016 dalla Universal Music Group.

## Il disco
Contiene un brano inedito (Un pazzo come me) e diverse cover cantate sia da solo che in duetto. Il disco si apre con la versione per il mercato italiano della hit Bada Bing di e con Cris Cab. Di questa canzone ne esiste una versione internazionale solista, una per il mercato francese in collaborazione con il musicista Congolese Youssoupha, e una per il mercato tedesco con il duo Hip-Hop 257ers. La canzone Groovin (1967), che dà il titolo al disco, è una celebre canzone del gruppo americano The Rascals che venne incisa anche in spagnolo, francese ed italiano. L'album omaggia la grande canzone italiana: Splendida Giornata di Vasco Rossi (1982), Eternità dei Camaleonti (1970), I Say sto ccà (1980) di Pino Daniele e Canzone di Don Backy (1968). Ci sono due cover italiane: Gli occhi verdi dell'amore dei Profeti (1968) è la versione italiana di Angel of the morning(1968) di Chip Taylor, Qui e là (1967) versione interpretata da Patty Pravo di Holy Cow di Allen Toussaint (1966). Il disco omaggia classici del cinema e musical: You'll never walk alone tratta dal musica Carousel (1945), I'm in the mood for love originariamente inserita nella colonna sonora del film Every night at eight(1935) e Alleluja! tutti jazzisti dagli Aristogatti (1970). Viene ripreso anche il celebre duetto di Elton John e Kiki Dee Don't go breaking my heart (1976).

## Tracce
1. Bada Bing (Cris Cab feat. Giuliano Palma) – 3:59
2. Splendida giornata (feat. Fabri Fibra) – 3:36
3. Eternità – 3:32
4. You'll Never Walk Alone – 3:24
5. Un pazzo come me – 4:04
6. I Say i' sto ccà (feat. Clementino) – 3:55
7. Gli occhi verdi dell'amore – 3:26
8. Qui e là - 3:02
9. Don't Go Breaking My Heart (feat. Chiara) – 3:43
10. Groovin' – 3:09
11. Canzone – 2:42
12. Alleluja! Tutti jazzisti – 4:34
13. I'm in the Mood for Love – 2:37

## Classifiche
| Classifica | Posizione |
| ---------- | --------- |
| Italia     | 40        |